# Andrea Mabor Dut Biar
Andrea Mabor Dut Biar (21 dicembre 2001) è un cestista sudsudanese di formazione italiana.

## Biografia
Nato in Sudan nel 2001, a nove anni si è trasferito a vivere da parenti in Sudan del Sud, dove dal 2013 è stato coinvolto nella guerra civile, scoppiata nel paese africano. Nel 2017 è approdato in Italia, dove è entrato nel settore giovanile della Stella Azzurra Roma.

## Palmarès
- Coppa Italia: 1

Napoli Basket: 2024